# Кияук
Кияук (баш. Ҡыяуыҡ), Кияукова — река в Ишимбайском районе Башкортостана, левый приток Зигана.
Длина водотока 18 км, водосборная площадь — 76,3 км². Исток реки находится в лесном массиве, между лесами Ахмеровский и Барский. Пересекает автодорогу Стерлитамак — Белорецк.
На берегах реки расположены деревни Кияуково и с. Янурусово. Ниже Янурусово на карте река носит название Кияукова.
Притоки: Уса, Карамала.

## Происхождение названия
Ҡыя — с башкирского 'косая, наклонная', -уыҡ — это суффикс. («Словарь топонимов Башкирской АССР», 1980, С.100)

## Достопримечательности
На берегу Кияука возле села Янурус были найдены останки скелета мамонта — зубы, бивни длиной до полутора метров, и другие части. Находки были представлены как ценные экспонаты в Ишимбайский историко-краеведческий музей.